# Гурин, Максим Николаевич
Максим Николаевич Гурин(бел. Максім Мікалаевіч Гурын, род. 23 февраля 1975, Глуск) — белорусский политический деятель, действующий председатель Бобруйского горисполкома (с 22 мая 2025).

## Биография
Родился 23 февраля 1975 года в Глуске.
В 1997 году окончил Белорусскую государственную сельскохозяйственную академию. В 2012 году окончил Академию управления при Президенте Республики Беларусь.
В 1997—1998 годах проходил срочную службу во Внутренних войсках Министерства внутренних дел Республики Беларусь.
С октября 1999 по март 2019 года работал в системе налоговых органов: прошел путь от государственного налогового инспектора, начальника отдела, заместителя начальника инспекции до руководителя инспекции.
Максим Гурин в 2018 году избран депутатом в Могилевский городской Совет депутатов 28 Созыва, а 21 марта 2019 года избирается председателем Могилевского городского Совета депутатов 28 Созыва.
После Единого дня голосования 6 марта 2024 года Максим Гурин избран председателем Могилевского городского Совета депутатов 29 Созыва.
22 мая 2025 года президент Беларуси Александр Лукашенко дал согласие на назначение Максима Гурина председателем Бобруйского горисполкома.